# Татару (Прахова)
Татару (рум. Tătaru) насеље је у Румунији у округу Прахова у општини Татару. Oпштина се налази на надморској висини од 420 m.

## Становништво
Према подацима из 2002. године у насељу је живело 1276 становника, од којих су сви румунске националности.

### Хронологија
| Година       | 1992 | 1993 | 1994 | 1995 | 1996 | 1997 | 1998 | 1999 | 2000 | 2001 | 2002 | 2003 | 2004 | 2005 | 2006 | 2007 | 2008 | 2009 | 2010 | 2011 | 2012 | 2013 | 2014 | 2015 | 2016 | 2017 |
| ------------ | ---- | ---- | ---- | ---- | ---- | ---- | ---- | ---- | ---- | ---- | ---- | ---- | ---- | ---- | ---- | ---- | ---- | ---- | ---- | ---- | ---- | ---- | ---- | ---- | ---- | ---- |
| Становништво | 1433 | 1407 | 1372 | 1361 | 1321 | 1310 | 1291 | 1266 | 1243 | 1237 | 1205 | 1169 | 1154 | 1133 | 1110 | 1090 | 1081 | 1046 | 1009 | 979  | 957  | 932  | 924  | 913  | 886  | 868  |